# Carlos Chagas (kommun)
Carlos Chagas är en kommun i Brasilien.   Den ligger i delstaten Minas Gerais, i den sydöstra delen av landet, 800 km öster om huvudstaden Brasília. Antalet invånare är 20 087.
Följande samhällen finns i Carlos Chagas:
- Carlos Chagas

Omgivningarna runt Carlos Chagas är huvudsakligen savann. Runt Carlos Chagas är det glesbefolkat, med 8 invånare per kvadratkilometer.